# Desmiphora unicolor
Desmiphora unicolor är en skalbaggsart som beskrevs av Stefan von Breuning 1961. Desmiphora unicolor ingår i släktet Desmiphora och familjen långhorningar. Inga underarter finns listade i Catalogue of Life.